# Brefeldiella
Brefeldiella är ett släkte av svampar. Brefeldiella ingår i familjen Brefeldiellaceae, klassen Dothideomycetes, divisionen sporsäcksvampar och riket svampar.
| Brefeldiella | \| \| Brefeldiella brasiliensis \| \| \| \| |
|              | \| \| Brefeldiella brasiliensis \| \| \| \| |
|              | Brefeldiella brasiliensis                   |
|              |                                             |

|  | Brefeldiella brasiliensis |
|  |                           |